# Defensor público
Um defensor público é um advogado nomeado para representar pessoas que, de outra forma, não podem razoavelmente contratar um advogado para se defender em um julgamento. Vários países fornecem defensores públicos, incluindo Reino Unido, Bélgica, Hungria e Cingapura, e alguns estados da Austrália. O Brasil é o único país em que está estabelecido na Constituição um escritório de advogados remunerados pelo governo com o objetivo específico de prestar assistência jurídica e representação integral aos necessitados. A Sexta Emenda da Constituição dos EUA, conforme interpretada pela Suprema Corte, exige que o governo dos EUA forneça aconselhamento jurídico a réus indigentes em casos criminais.

## Por país

### No Brasil
A Constituição Brasileira de 1988 é mundialmente única por prover uma Defensoria Pública institucional, tanto a nível estadual como federal, reconhecendo o atendimento por esta instituição como um direito daqueles que formalmente declararem incapacidade de custear serviços advocatícios privadamente. Assim como para outros cargos públicos do Poder Judiciário, defensores são admitidos através de concurso público.

### Nos Estados Unidos
Nos Estados Unidos, o termo "defensor público" (em inglês:  public defender) é utilizado para denominar defensores empregados pelo Estado para representação e aconselhamento de cidadãos que não podem custear advogados privados. O direito à assistência jurídica gratuita foi constitucionalmente declarado através da Sexta Emenda à Constituição, direito este reafirmado por diversas decisões da Suprema Corte, e em 1913 foi aberta em Los Angeles a primeira defensoria pública dos Estados Unidos, logo se espalhando por todo o país.

### No Reino Unido
Ainda que o Reino Unido reconheça a seus cidadãos o direito à assistência jurídica gratuita, provida pela Agência de Assistência Legal, agência executiva do Ministério da Justiça, em geral esta é provida através de advogados privados contratados na Inglaterra e no País de Gales, existindo apenas um pequeno número de defensores públicos efetivos nestes países. Na Escócia, contudo, há uso mais amplo de defensores públicos.

### Na Espanha
Na Espanha, em cumprimento de disposição da constituição de 1978, foi baixada em 1996 a Lei de Assistência Jurídica Gratuita, que instituiu o Turno de Ofício, que tem sob si procuradores efetivos e contrata advogados privados.